# ۵۵۱ (میلادی)
۵۵۱ (میلادی) پانصد و پنجاه و یکمین سال تقویم میلادی است.

## درگذشتگان
‎